# Engin Altinova
Engin Altinova (* 20. Mai 1980 in Erzincan, Türkei) ist ein deutscher Dokumentarfilmer, der in Berlin lebt.

## Leben
Engin Altinova wurde 1980 in Erzincan in der Ost-Türkei als viertes von fünf Kindern geboren. Kurz vor seinem ersten Geburtstag reiste seine Mutter mit ihm und seinen Geschwistern nach Deutschland aus. Sein Vater lebte dort bereits seit sechs Jahren, er arbeitete in Hamm (Westfalen) unter Tage.
Die Kindheit und Jugend verbrachte Engin Altinova im nordbadischen Wiesloch und in Heidelberg. Er war jahrelang in diversen örtlichen Sportclubs aktiv. Mit 16 Jahren richtete Engin Altinova mit seinem Partner Christian Kraski von der Band Erlkönig ein analoges Musikstudio ein, das Geld dafür verdiente er mit einem Ferienjob in einer Großküche.
Nach dem Schulabschluss widmete sich Engin Altoinova als Golfer dem Leistungssport, nebenbei absolvierte er ein Praktikum in der Geschäftsstelle des Golfclubs Glashofen-Neusaß. Anschließend machte er eine Ausbildung zum staatlich geprüften Wirtschaftsassistenten an der Julius-Springer-Schule und zum Bankkaufmann an der Sparkasse Heidelberg. 2004 gründete er eine Vertriebsfirma für Musik-CDs, die er später zum Medienproduktionsbüro The Filming Engine erweiterte. Ab 2008 lebte er in Frankfurt am Main, dort arbeitete Altinova als Geschäftsführer einiger Gastronomiebetriebe
Neben diversen Underground-Projekten produzierte Engin Altinova ab 2005 eine Musik-Reportage u. a. mit den Beatboxern Killa Kela und Scratch von der Band The Roots.
2009 veröffentlichte er sein bisher wichtigstes Werk, den Dokumentarfilm In the Lab. Darin geht es um den Einfluss von Hip-Hop auf die Jugendkultur in Deutschland. Der Film wird als Unterrichtsmaterial im Sozialkundeunterricht in mehreren Bundesländern eingesetzt und wurde vom Landesmedienzentrum als wertvoll für den Einsatz im Schulunterricht eingestuft. Engin Altinova interviewte für In the Lab u. a. den New Yorker DJ Premier, die Musiker Sido, Olli Banjo, Curse, Kool Savas, Jeyz, Tone, Milan Martelli, Pal One, Lordz of Fitness und DJ Rafik. Bei den Dreharbeiten wurde Altinova u. a. von dem Regisseur und Kameramann Marian Czura unterstützt.
2010 produzierte Engin Altinova das Making-of zu dem deutsch-französischen Rap-Album La Connexion. 2011 war er an mehreren Sendungen für den staatlichen türkischen Sender TRT Müzik mit dem Autor Salih Tastan beteiligt. Im Jahre 2012 starteten die Dreharbeiten zu seinem zweiten Dokumentarfilm über eine Reise durch Ostafrika mit der Skateboard-Legende Titus Dittmann.